# Warnsdorf (Adelsgeschlecht)

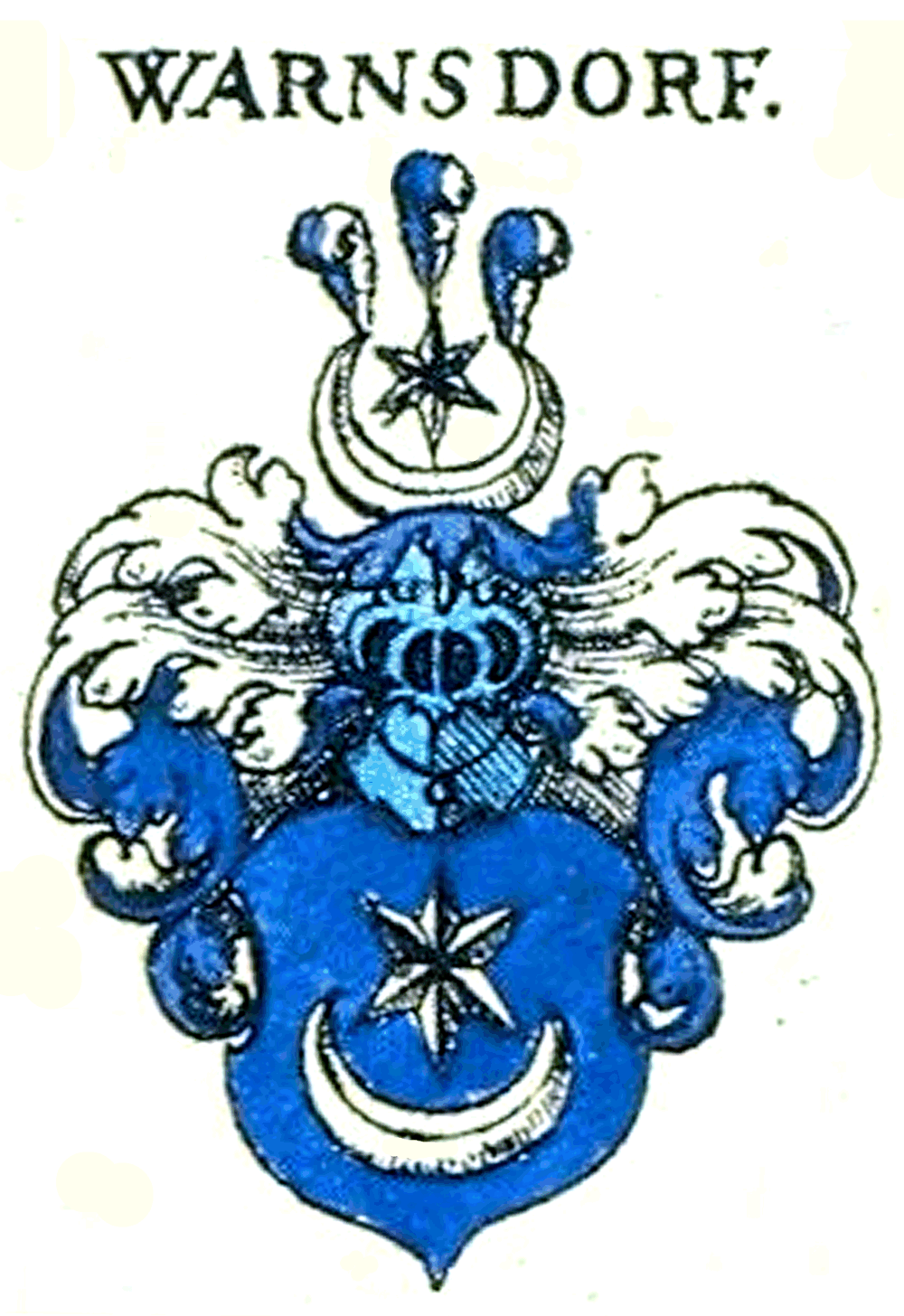
Wappen derer von Warnsdorf

Die Warnsdorf waren ein Adelsgeschlecht, das aus dem nördlichen Böhmen und seit dem 12. Jahrhundert in der Lausitz und Meißen siedelte.

## Geschichte
Nachdem die Warnsdorf um 1190 von Kaiser Friedrich I. für ihre Beteiligung an den Kreuzzügen in den Ritterstand versetzt wurden, traten verschiedene Mitglieder des Geschlechts in den Dienst der Kaiser bzw. Könige Friedrich II., Adolf von Nassau und Rudolf II.
Die Familie erscheint erstmals urkundlich am 6. Dezember 1326 mit Thilo von Warnsdorf in Quedlinburg. Die Stammreihe beginnt mit Siegismund von Warnsdorf (1473–1548) auf Steinkirch, Schönbrunn, Kuhna und Thielitz. Ihr Hauptsitz war das im 14. Jahrhundert erstmals erwähnte Dorf Warnsdorf, die heutige Stadt Varnsdorf in Tschechien, Bezirk Děčín im Ústecký kraj. Die später zu Freiherren erhobenen Warnsdorfs erwarben ausgedehnte Güter in der Lausitz und Böhmen. Die meisten vor und zur Zeit der Habsburger in kaiserlichen Diensten stehenden Warnsdorfs waren katholisch.

## Wappen

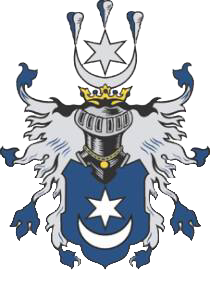
Wappen von Warnsdorf, Tschechien

In Blau ein silberner Stern über einem liegenden silbernen Halbmond. Auf dem Helm mit blau-silbernen Decken das Schildbild, die Hörner des Mondes sowie der oberste Sternenstrahl besteckt mit je einer blau-silbern gespaltenen Straußenfeder.

## Bekannte Mitglieder des Geschlechts
- Hans (Hanuš) von Warnsdorf, erwähnt 1343
- Heinrich von Warnsdorf († 1346), Komtur des Johanniterordens in Zittau, Urheber christlicher Schriften und evtl. der Dalimil-Chronik[4]
- Hans von Warnsdorf († nach 1489), bis 1474 Landeshauptmann von Glatz im Dienst des böhmischen Königs Georg von Podiebrad, ohne männliche Nachkommen
- Georg von Warnsdorf, im 16. Jahrhundert auf Schönbrunn (Herrnhut), bekämpfte den Bauernaufstand 1556
- Hans-Georg von Warnsdorf (1584–1655), seit 1613 Schlossherr in Schreibersdorf, heute Pisarzowice (Lubań)
- Hans Sigismund von Warnsdorf, um 1679 auf Taubenheim/Spree und Tauchwitz
- Johann Christoph von Warnsdorf, Cousin von Hans Sigismund, um 1681 ebd.
- Caspar von Warnsdorf, um 1700 auf Schloss Gießmannsdorf
- Christoph Adolph Benjamin von Warnsdorf († 1716) auf Taubenheim und Tauchwitz
- Haubold Adolph von Warnsdorf, ebd. († 1729)[5]
- Gottfried von Warnsdorf (1739–1831), Erzieher des späteren Kaisers Leopold II., österreichischer Generalmajor und Feldmarschall-Lieutenant
- Wolfgang Ehrenreich von Warnsdorf (1704–1764), Kommandant der Festung Würzburg, und sein Sohn Heinrich von Warnsdorf alias Philipp Ernst von Warnsdorf, (1745 Würzburg; 1817 Fulda), Benediktinerpater und päpstlicher Administrator in Fulda[6]
- Heinrich Ernst August von Warnsdorff (1753–1815), sächsischer Generalmajor
- H. C. von Warnsdorf, um 1820 hessischer Obergerichtsdirektor in Fulda, fand einen Algorithmus für die Konstruktion offener Rösselsprung-Folgen (sog. „Warnsdorf-Regel“).[7]